# Wojciech Michalik
Wojciech Michalik (ur. 7 czerwca 1939 w Biskowicach) – polski rugbista i działacz sportowy.

## Życiorys
Od 1963 do 1966 pracował w Kopalni Węgla Kamiennego "Dymitrow" (potem "Centrum") w Bytomiu. Był kierownikiem do spraw kultury fizycznej i sportu, a także zawodnikiem i trenerem sekcji rugby Klubu Sportowego Czarni Bytom. W 1964 ukończył studia na warszawskiej Akademii Wychowania Fizycznego. W latach 1966-1968 pełnił funkcję kierownika Sekcji Sportu Klubu Sportowego Warszawianka. W 1966 był członkiem zarządu tego klubu, a w 1967 skarbnikiem Polskiego Związku Rugby. Od 1968 do 1970 był prezesem Klubu Sportowego Ogniwo, a od 1968 do 1972 kierownikiem wyszkolenia Federacji Sportowej Ogniwo Zarządu Głównego Związku Zawodowego Pracowników Gospodarki Komunalnej i Terenowej. Od 1970 do 1973 był wiceprezesem do spraw sportowych Polskiego Związku Rugby. W 1973 został sekretarzem generalnym Rady Głównej Kultury Fizycznej i Turystyki Ogniwo. W latach 1973-1974 był prezesem Okręgowego Związku Łyżwiarskiego w Warszawie. Od 1978 piastował funkcję prezesa Polskiego Związku Łyżwiarstwa Figurowego. Był członkiem Polskiego Komitetu Olimpijskiego. W 1971 został członkiem PZPR, a w 1980 członkiem plenum GKKFiS.

## Osiągnięcia sportowe
Od 1960 do 1972 był członkiem polskiej kadry narodowej rugbistów. Jego pierwszym trenerem był Marian Bondarowicz. Siedem razy zdobył tytuł mistrza polski i dwa razy tytuł wicemistrza kraju w rugby:
- złote medale mistrzostw Polski seniorów: 1962, 1963, srebrne: 1961, 1964 (AZS AWF Warszawa),
- brązowe medale mistrzostw Polski seniorów: 1965, 1966, zdobywca Pucharu PZR 1964 (Czarni Bytom),
- srebrne medale mistrzostw Polski seniorów: 1968, 1969 (Orzeł Warszawa),
- brązowy medal mistrzostw Polski seniorów 1970 (Skra Warszawa)[3].

W reprezentacji Polski seniorów rozegrał dziewięć spotkań międzypaństwowych (skrzydłowy młyna). Był instruktorem Polskiego Związku Rugby (1965) oraz trenerem II klasy (1971), trenerem reprezentacji Polski juniorów (1972) i seniorów Czarnych Bytom (1966-1967).

## Odznaczenia
Otrzymał m.in. następujące odznaczenia:

- Złoty i Srebrny Krzyż Zasługi,
- Medal Komisji Edukacji Narodowej,
- odznakę Zasłużony dla województwa katowickiego,
- Złotą Odznakę im. Janka Krasickiego,
- odznakę Zasłużony Działacz Kultury Fizycznej,
- odznakę Zasłużony Działacz Turystyki,
- Złotą Odznakę PTTK,
- odznakę Zasłużony Mistrz Sportu,
- medal Zasłużony dla Związku Kultury Fizycznej i Turystyki,
- Złotą Odznakę Federacji Sportowej Ogniwo,
- Złotą Odznakę Honorową Polskiego Związku Rugby,
- Złotą Odznakę Związku Zawodowego Pracowników Gospodarki Komunalnej i Terenowej[1].

## Rodzina
Miał żonę i dwójkę dzieci. Mieszkali przy ul. Morszyńskiej w Warszawie.